# Vreeland (Paesi Bassi)
Vreeland è una località e un'ex-municipalità dei Paesi Bassi situata nella provincia di Utrecht. Soppressa nel 1964, il suo territorio, è stato incorporato in quello della municipalità di Loenen. Essendo, nel 2011, la municipalità di Loenen, stata a sua volta soppressa, il territorio si trova oggi nella municipalità di Stichtse Vecht.